# Humphrey Bourchier
Sir Humphrey Bourchier of Berners (* um 1440; † 14. April 1471 in Barnet) war ein englischer Ritter.

## Familie
Er war der Sohn und Erbe des John Bourchier, 1. Baron Berners. Sein Onkel Thomas Bourchier war Erzbischof von Canterbury und Lordkanzler. Er war ein Ur-urenkel König Eduards III. zurück. Seine Großmutter war Anne of Gloucester, Tochter des Thomas of Woodstock, 1. Duke of Gloucester, fünfter Sohn Edwards III.

## Leben
Am 27. Juni 1461 wurde er anlässlich der Krönung Eduards IV. zum Knight of the Bath geschlagen. Sir Humphrey war, wie sein Vater, ein treuer Anhänger des Hauses York, des Königs Eduard IV. und der Königin Elizabeth Woodville. Er war von 1466 bis 1471 Co-Constable von Windsor Castle. Er kämpfte für Edward IV. bei der Schlacht von Barnet gegen Richard Neville, 16. Earl of Warwick und fiel dort am 14. April 1471. Er starb vor seinem Vater, so dass dessen Titel des Baron Berners an seinen Sohn überging.

## Ehe und Nachkommen
Sir Humphrey war verheiratet mit Elizabeth Tilney, Tochter des Sir Frederick Tilney. Mit ihr hatte er drei Kinder:
1. Margaret Bourchier ⚭ (1) Sir Thomas Bryan of Ashridge, ⚭ (2) David Soche;
2. Anne Bourchier ⚭ Thomas Fiennes, 8. Baron Dacre;
3. John Bourchier, 2. Baron Berners.

Nach seinem Tod heiratete seine Witwe als dessen erste Ehefrau Thomas Howard, 2. Duke of Norfolk.